# FalconsFlame
FalconsFlame - група українських кіберактивістів. Чисельність групи хактивістів не відома. Група заснована у 2010 році. FalconsFlame разом з групою Trinity - співзасновники Українського кіберальянсу, до якого приєдналися також група RUH8 та окремі члени групи CyberHunta. 

## Діяльність
На початку 2015 року група FalconsFlame (FF) впродовж місяця багато разів проводила злами пропагандистської блогерської платформи CONT.WS. Зрештою адміністратори ресурсу почали благати залишити їх у спокої за винагороду. Оскільки хактивісти проводять злами ресурсів агресора з ідейних мотивів, було висунуто вимоги — виділити на сайті сторінку, на якій хактивісти публікували б свої матеріали, натомість хактивісти пообіцяли не афішувати злам. Так на пропагандистському ресурсі було розміщено понад 200 статей на основі матеріалів розвідувальної спільноти ІнформНапалм.
У березні 2016 року хактивісти групи FalconsFlame ексклюзивно передали спільноті ІнформНапалм дані, добуті з телефону співробітника Федеральної служби виконання покарань Росії Миколи Володимировича Рейхенау, який брав участь у бойових діях на Донбасі. Так почалась співпраця з міжнародною розвідувальною спільнотою ІнформНапалм. Російський окупант М. В. Рейхенау зберігав у своєму телефоні фото (які містили повні Exif-дані), зроблені в Луганську, Ізвариному, Сорокиному (колишній Краснодон), Донецьку, Іловайську, Бахмуті (колишній Артемівськ), Дебальцевому, Вуглегірську, а також відео та фото з Донецького аеропорту, датовані січнем 2015 року. Рейхенау поскаржився адміністрації YouTube на порушення конфіденційності. ІнформНапалм звернувся з листом до керівництва YouTube, в якому висловив сподівання на "позитивне рішення з боку керівництва YouTube й недопущення покривання особи, яка фіксує свої акти терору й військових злочинів. Тероризм має обличчя й боротьба з ним – справа кожного добропорядного громадянина". Адміністрація YouTube визнала слушність аргументів, наведених українськими волонтерами. 
У квітні та серпні FF зламала сторінку соціального профілю російського терориста Геннадія Дубового.
Група FalconsFlame має офіційну сторінку у Twitter.

## Нагороди
За захист України в кіберпросторі хактивісти групи FalconsFlame нагороджені Срібними Тризубами, виготовленими зі срібла, яке патріоти віддають для орденів Народного Героя України.